# Владари Мајорке
Краљевина Мајорка је настала када је Ђауме I Освајач освојио Мајорку која је до тада била у рукама Мавара и одредио да после његове смрти краљ Мајорке буде његов син Ђауме II.
- 1262-1276 Ђауме I Освајач је основао краљевство након смрти свог прворођеног сина.
- 1276-1311 Ђауме I Праведни или Разборити, други син Ђаумеа I Освајача, и вазал арагонског краља.
- 1285-1298 Краљ Алфонсо II од Арагона је освојио Балеарска острва. Његов син, Ђауме II од Арагона је посредовањем папе вратио краљевство Ђаумеу II од Мајорке који је 1298. године пристао да буде вазал краљу Арагона.

- 1311-1324 Санчо I од Мајорке, Пацифиста
- 1324-1349 Ђауме III од Мајорке, нећак Санча I

Маја 1343. Педро IV од Арагона је освојио Балеаре. Године 1349. Ђауме III од Мајорке је продао своје поседе у Француској француском краљу Филипу IV. Погинуо је у бици код Љукмајора. Са њим је нестало и Краљевство Мајорка као независни ентитет.
Ђауме IV од Мајорке, је безуспешно рекламирао право на престо Мајорке. Именовао је своју сестру, Изабелу која никада није успела да оствари право на престо јер га је окупирао њен рођак, Педро IV од Арагона.